# Like a Cat
Albums de AOA
Short Hair
(2014) Heart Attack
(2015)
Singles
1. Like a Cat
Sortie : 11 novembre 2014

Like a Cat (coréen: 사뿐사뿐; romanisé: Sappun Sappun) est le second mini-album du girl group sud-coréen AOA, sorti le 11 novembre 2014 sous FNC Entertainment. La chanson du même nom a été utilisée comme titre-phare de l'album.

## Liste des pistes
| EP coréen | EP coréen                                   | EP coréen                           | EP coréen                        | EP coréen | EP coréen | EP coréen | EP coréen | EP coréen | EP coréen |
| No        | Titre                                       | Auteur                              | Producteur(s)                    | Durée     |           |           |           |           |           |
| --------- | ------------------------------------------- | ----------------------------------- | -------------------------------- | --------- | --------- | --------- | --------- | --------- | --------- |
| 1.        | AOA (chanté par: Yuna, Jimin & Choa)        | Brave Brothers                      | Brave Brothers                   | 0:59      |           |           |           |           |           |
| 2.        | Like a Cat (사뿐사뿐; Sappun Sappun)        | Brave Brothers                      | Brave Brothers, Chakun, JS       | 3:39      |           |           |           |           |           |
| 3.        | Girl's Heart (여자사용법; Yeoja Sayongbeop) | Brave Brothers                      | Brave Brothers, Elephant Kingdom | 3:19      |           |           |           |           |           |
| 4.        | Just the Two of Us (단둘이; Danduri)        |                                     | Han Seung Hoon, Seo Yong Bae     | 3:25      |           |           |           |           |           |
| 5.        | Time                                        | Chakun                              | Stars Wars, Chakun, Miss Lee     | 3:43      |           |           |           |           |           |
| 6.        | Tears Falling (휠릴리; Hwillilli)           | Jimin, Han Seung Hoon, Seo Yong Bae | Han Seung Hoon, Seo Yong Bae     | 3:38      |           |           |           |           |           |
| 19:42     |                                             |                                     |                                  |           |           |           |           |           |           |

| 1. | Like a Cat (Version japonaise)         | Brave Brothers                           | Brave Brothers               |  |
| 2. | Elvis (Version japonaise)              | Han Seong Ho                             | Kim Do Hoon, Lee Sang Ho     |  |
| 3. | Just the Two of Us (Version japonaise) | Shin Jimin, Han Seung Hoon, Seo Yong Bae | Han Seung Hoon, Seo Yong Bae |  |
| 4. | Like a Cat (Version karaoké)           |                                          | Brave Brothers               |  |
| 5. | Elvis (Version karaoké)                |                                          | Kim Do Hoon, Lee Sang Ho     |  |
| 6. | Just the Two of Us (Version karaoké)   |                                          | Han Seung Hoon, Seo Yong Bae |  |

| 1. | Like a Cat (Version japonaise)      |  |
| 2. | Like a Cat (Japanese Dance version) |  |
| 3. | Like a Cat (Making the Video)       |  |
| 4. | Elvis (Version coréenne)            |  |

## Classement
| Classement                 | Meilleure position |
| -------------------------- | ------------------ |
| Gaon Album Chart (weekly)  | 3                  |
| Gaon Album Chart (monthly) | 7                  |

### Ventes et certifications
| Classement          | Quantité       |
| ------------------- | -------------- |
| Gaon physical sales | Plus de 25 289 |